# Palais Erzherzog Wilhelm

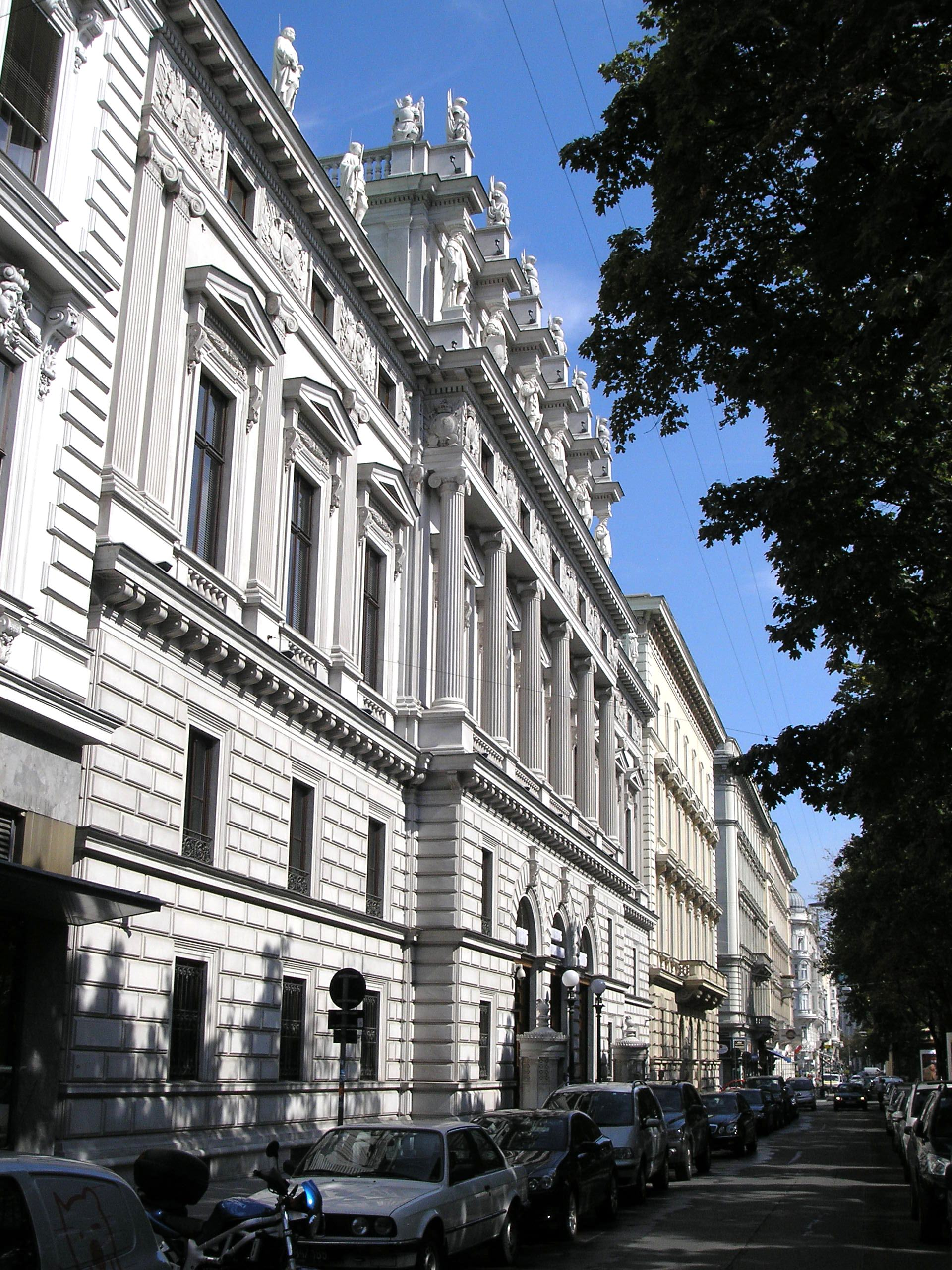
Palais Erzherzog Wilhelm

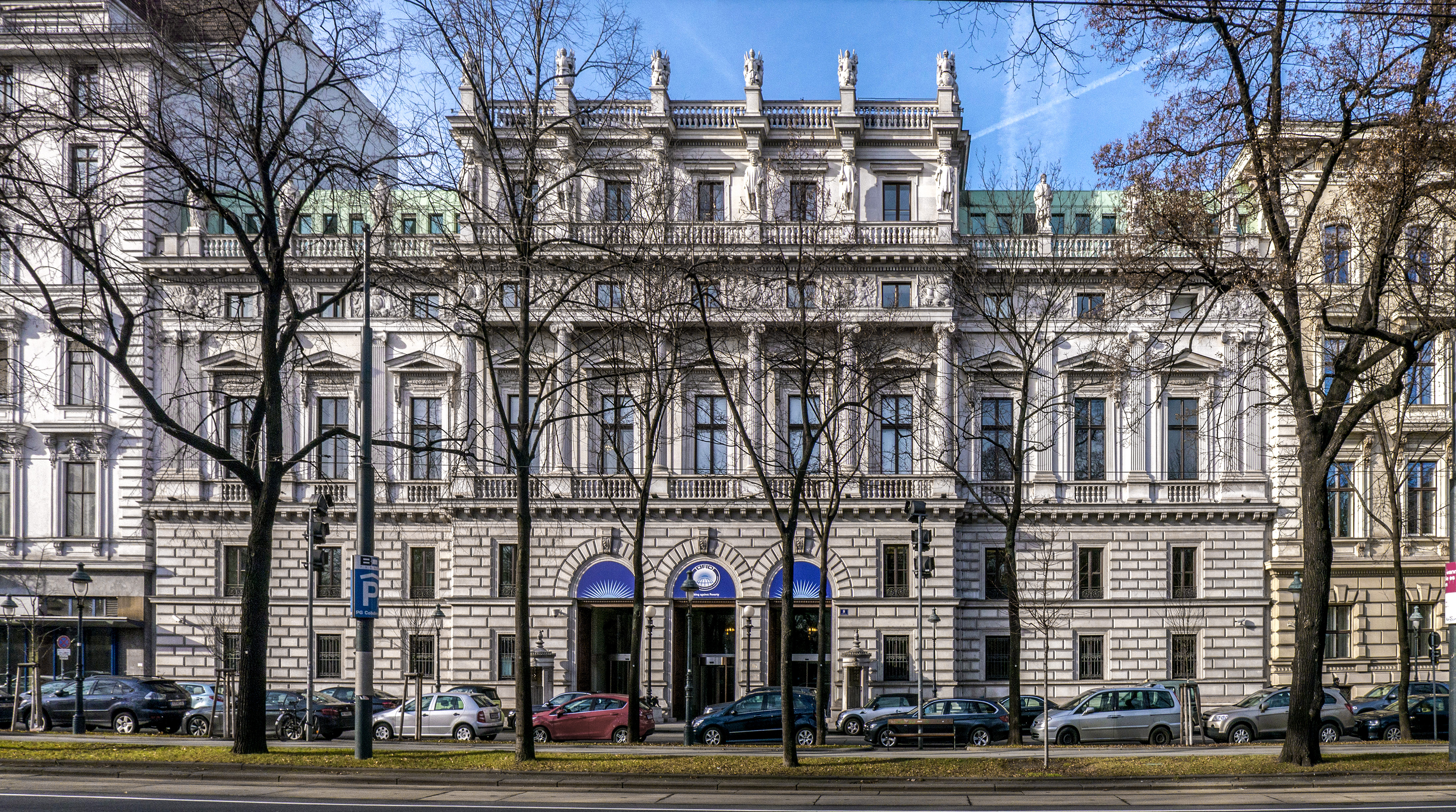
Palais Erzherzog Wilhelm

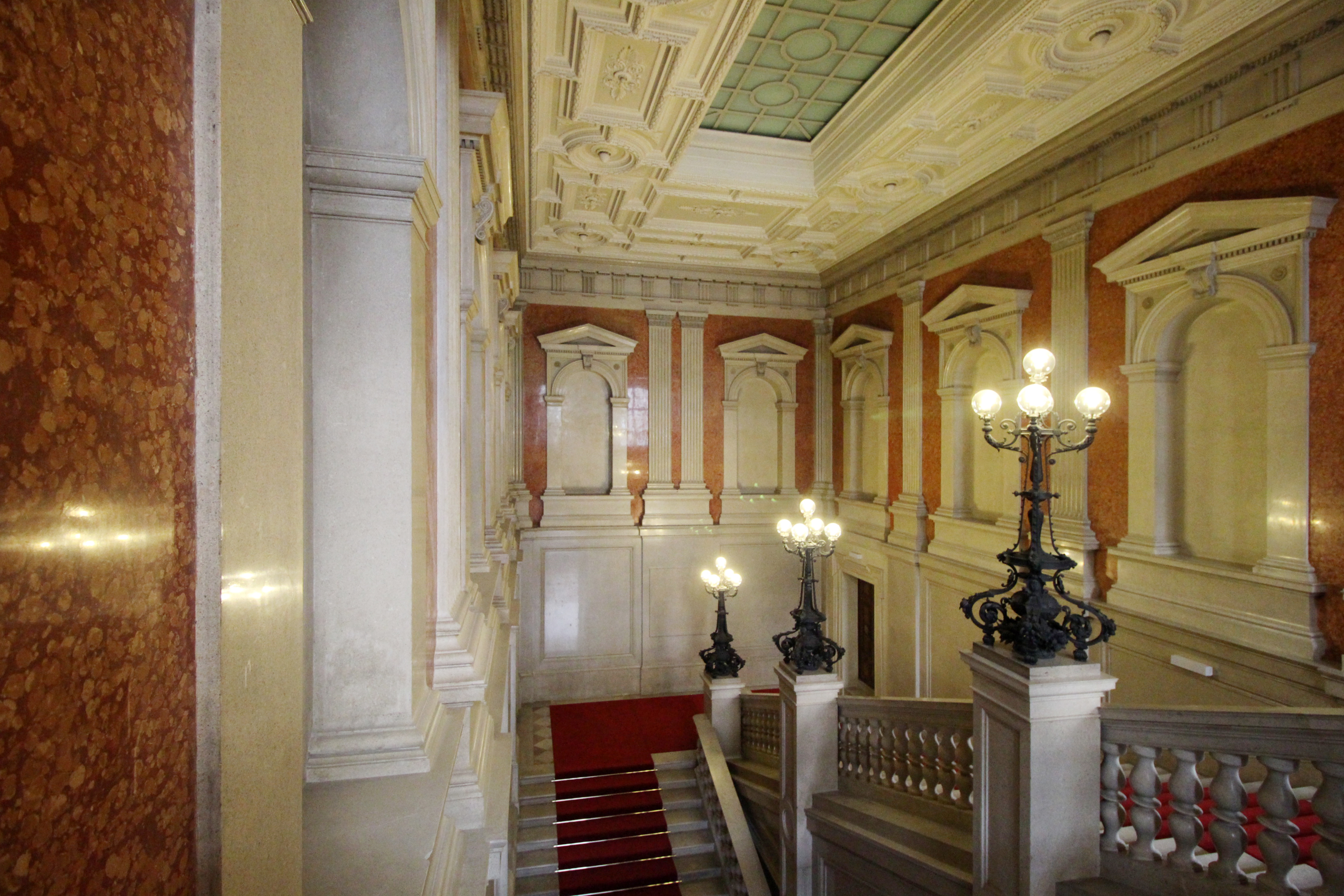
Palais Erzherzog Wilhelm, Prunkstiege

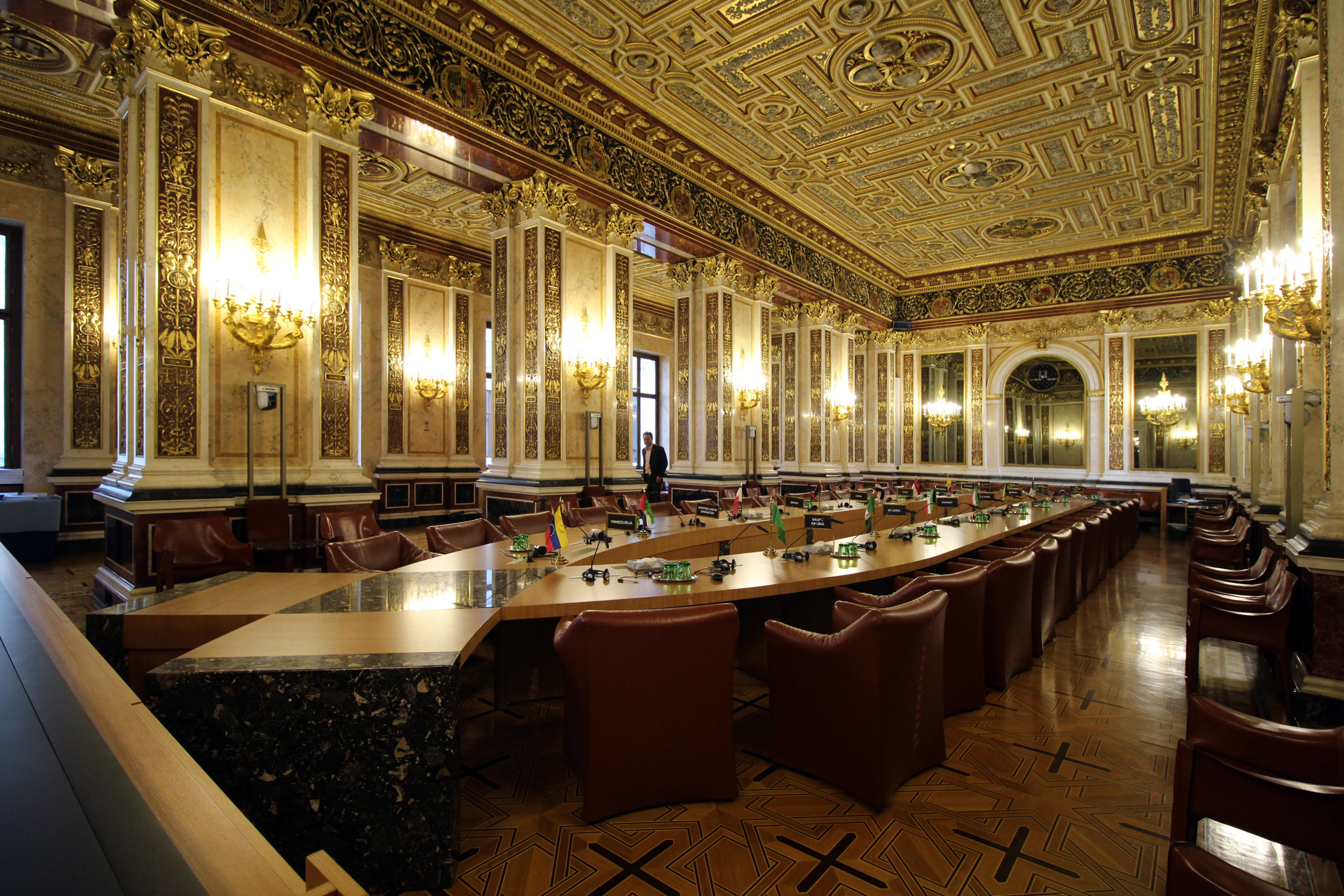
Palais Erzherzog Wilhelm, ehemaliger Festsaal (heute Sitzungssaal OFID)

Das Palais Erzherzog Wilhelm (auch: Deutschmeister-Palais) ist ein vom dänisch-österreichischen Architekten Theophil von Hansen 1864–1868 errichtetes, historistisches Gebäude der Wiener Ringstraße.

## Geschichte
Das viergeschoßige Gebäude an der Adresse Parkring 8 war einer der frühesten Ringstraßenbauten. Bauherr war Erzherzog Wilhelm (1827–1894), der Hochmeister des Deutschen Ordens. 1870 verkaufte der Erzherzog das Palais an den Deutschen Orden. 1938 bis 1945 war es Sitz der Wiener SS-Zentrale, 1945 bis 1974 diente es als Bundespolizeidirektion Wien. 1981 wurde das seit 1975 leerstehende Gebäude vom OPEC Fund (OFID) erworben und durch das Architekturbüro Georg Lippert bis 1983 aufwändig umgestaltet. Dabei wurden die Repräsentationsräume ihrem ursprünglichen Zustand angenähert, allerdings kam es zu einem Dachgeschoßausbau, der de facto einer Aufstockung gleichkam.

## Beschreibung
Das Palais zählt zu den bedeutendsten und dank der vorbildlichen Restaurierung zu den am besten erhaltenen Ringstraßenpalais. Der Bau ist in einen fünfgeschoßigen Mittelrisalit und um ein Geschoß niedrigere Seitentrakte gegliedert. In einer zweigeschoßigen, gequaderten Sockelzone führen drei hohe Rundbogenportale zur zweiläufigen Prunkstiege und weiter zu den ehemaligen Stallungen. In der Beletage ist der Risalit mit einer ionischen Kolonnade mit Balustrade geschmückt. An der seitlichen Fassade stehen kannelierte Pilaster mit ionischen Kapitellen zwischen den Fensterachsen. Die Fenster sind mit Dreiecksgiebeln auf Konsolen verdacht. Ein durchlaufender Fries im Attikageschoß zeigt die Wappen der Großmeister des Ordens. Sechs Ordensherolde tragen die reich verkröpften und mit Trophäen besetzten Postamente einer Balustrade. Auf den Postamenten der Balustrade der Seitentrakte stehen sechs Statuen von Ordensgroßmeistern, geschaffen von Josef Gasser. Die Rückseite des Palais zur Cobdengasse ist im Unterschied zur Schauseite zum Parkring sehr schlicht gestaltet.
Im Inneren ist ein besonders reich dekorierter Salon mit zwei dunkelgrünen Marmorsäulen als Raumteiler, schwarzem Marmorsockel und rosa Wandfeldern sowie Kassettendecke und der Speisesaal mit angrenzendem Buffet zu nennen. Vier Pfeiler schaffen eine optische Trennung zwischen Buffet und Speisesaal, der mit seinem schwarz-rot marmorierten Sockel und weißen Feldern zwischen korinthischen, vergoldeten Pilastern eine besonders festliche Wirkung erreicht. Die Frieszone ist mit Wappen der Großmeister auf schwarzem Grund und vergoldeten Rankenmotiven geschmückt. Den Abschluss bildet eine reich vergoldete Kassettendecke.